# Saison 2007-2008 du Portsmouth FC
La saison 2007-2008 du Portsmouth FC est la 16e saison du club en Premier League. Le club est en compétition pour le Championnat d'Angleterre, la  Coupe d'Angleterre et la Coupe de la Ligue anglaise.
L'équipe est dirigée pour la troisième saison consécutive par Harry Redknapp, qui a déjà entrainé Portsmouth de 2002 à 2004. Il occupe le poste d'entraîneur depuis le 7 décembre 2005, tandis que le club est présidé par Peter Storrie (en) depuis 2006. L'objectif de la saison est d'accrocher une place pour une compétition européenne.
Portsmouth a remporté son premier trophée majeur depuis 1950, grâce à une campagne en FA Cup où ils gagne contre Cardiff City en finale. La course à la finale comprenait une victoire surprise 1-0 contre Manchester United à Old Trafford, grâce à un penalty de Sulley Muntari en quart de finale. Cette victoire en coupe qualifie le club pour la coupe UEFA pour la saison suivante.
Les millions de livres investis dans l'équipe pour des joueurs tels que Glen Johnson, Lassana Diarra, Muntari et d'autres ont également permis à Portsmouth de réaliser un parcours sans précédent dans l'ère moderne de la Premier League, terminant huitième malgré de mauvais résultats en fin de saison. Au cours de l'automne, Portsmouth a été impliqué dans la bataille pour une place en Ligue des champions grâce à sa forme surprise. Lors de la saison un match remarquable contre Reading, gagné  7–4 à Fratton Park, après huit buts en seconde période en fait le match avec le plus de buts dans l'histoire de la Premier League,,.

## Effectif

### Prolongations de contrat
Le 6 août 2007, Nwankwo Kanu prolonge son contrat d'un an. Il souhaite profiter de son succès de la saison dernière, au cours de laquelle il avait marqué 12 buts et avait terminé meilleur buteur du club. Kanu signe un contrat d'un an plus une année en option.

### Transfert
Cette section liste les transferts concernant l'effectif du Portsmouth FC pour la saison 2007-2008.

#### Mercato d'été
Le mercato estival débute par l'arrivée de Sylvain Distin alors à la recherche d'un nouveau challenge après avoir quitté Manchester City. Il rejoint Portsmouth le 23 mai 2007 malgré les sollicitations de Liverpool.
Dans la foulée, le 25 mai, l'expérimenté Hermann Hreiðarsson rejoint Pompey en provenance de Charlton Athletic grâce à une clause dans son contrat qui lui permet de quitter gratuitement le club s'ils étaient relégués.
Toujours courant mai, des discussions ont lieu avec Rennes pour signer Arnold Mvuemba de manière permanente après son prêt au club. Redknapp souhaite que le jeune Mvuemba reste, mais seulement si le prix est correct. De plus des négociations se déroule entre Portsmouth avec le ghanéen Muntari et l'Udinese. Muntari déclare même au journal local : « J'attends juste le jour pour rejoindre Portsmouth. Je veux jouer ici. »
Le 30 mai, Muntari arrive en provenance d'Udine pour un montant record de 10,5 millions d'euros. Harry Redknapp révèle avoir voulu recruter le joueur durant les deux derniers mercatos. Muntari est perçu comme un grand espoir du football ghanéen.
Le 1er juillet, Mvuemba signe définitivement au club après y avoir été prêté en deuxième partie de saison dernière.

### Capitanat
Avec les arrivées de Hermann Hreiðarsson et Sylvain Distin au cours de l'été 2007, Dejan Stefanović alors capitaine de l'équipe la saison dernière, n'est plus assuré d'être un titulaire indiscutable. Ainsi, Stefanović est considéré comme sur le départ et signe à Fulham fin août.
Le 6 août, Sol Campbell est nommé capitaine par Harry Redknapp.

## Saison

### Matchs amicaux de pré-saison
Fin juillet, Portsmouth participe au Premier League Asia Trophy, une compétition se déroulant à Hong Kong sous la forme d'un mini-tournoi de quatre équipes. Lors de cette édition 2007, les quatre équipes participantes sont Liverpool, Fulham, Portsmouth et South China, club de Hong Kong.
Lors du premier match contre Fulham, Sulley Muntari est le joueur qui s'est mis le plus en avant. La nouvelle recrue de Pompey montre l'étendue de sa technique. Benjani marque l'unique but de la rencontre juste avant la mi-temps dans un match ouvert où les deux équipes se répondent à coup d'attaque-défense.
S'ensuit la finale du tournoi contre Liverpool. Le match est sans but mais divertissant et va jusqu'aux tirs au but. Portsmouth remporte le Barclays Asia Trophy après une victoire 4-2 aux tirs au but contre Liverpool au Stade de Hong Kong. Niko Kranjčar a marqué le tir au but de la victoire mais cette séance de tirs au but est surtout marqué par les deux arrêts décisifs de David James à l'encontre de Yossi Benayoun et Fernando Torres. À la suite de sa performance, James est nommé joueur du tournoi notamment pour avoir gardé sa cage inviolée lors des deux rencontres et pour avoir été décisif lors des tirs au but de la finale.

### Championnat
La Premier League 2007-2008 est la 109e édition du championnat d'Angleterre de football et la 16e sous l'appellation Premier League. Il s'agit de la 4e saison consécutive où la Premier League a pour sponsor principal la banque Barclays, donnant l'appellation Barclays Premier League depuis 2004. Le championnat oppose vingt clubs dans une série de trente-huit rencontres, chaque club se rencontrant à deux reprises. Les meilleurs de ce championnat se qualifient pour les coupes d'Europe.
Le premier et le deuxième sont qualifiés pour les phases de groupe de la Ligue des Champions 2008-2009, tandis que le troisième et le quatrième disputeront le troisième tour de qualification de cette compétition. Le cinquième, au même titre que le vainqueur de la Coupe d'Angleterre 2008 et le vainqueur de la Coupe de la Ligue 2008, seront qualifiés pour le premier tour de la Coupe UEFA 2008-2009. Le Portsmouth Football Club participe au championnat d'Angleterre pour la 44e fois de son histoire et la 16e fois de suite depuis la saison 1992-1993.
Cette saison, le championnat d'Angleterre commence le 11 août 2007 et s’achève le 11 mai 2008.
Portsmouth termine huitième du championnat d'Angleterre, remporté par Manchester United.

#### Classement
| Rang | Équipe           | Pts | J  | G  | N  | P  | Bp | Bc | Diff | Qualification ou relégation                                      |
| ---- | ---------------- | --- | -- | -- | -- | -- | -- | -- | ---- | ---------------------------------------------------------------- |
| 6    | Aston Villa      | 60  | 38 | 16 | 12 | 10 | 71 | 51 | +20  | Qualification pour le troisième tour de la Coupe Intertoto       |
| 7    | Blackburn Rovers | 58  | 38 | 15 | 13 | 10 | 50 | 48 | +2   |                                                                  |
| 8    | Portsmouth FC C  | 57  | 38 | 16 | 9  | 13 | 48 | 40 | +8   | Qualification pour le premier tour de la Coupe UEFA              |
| 9    | Manchester City  | 55  | 38 | 15 | 10 | 13 | 45 | 53 | −8   | Qualification pour le premier tour préliminaire de la Coupe UEFA |
| 10   | West Ham United  | 49  | 38 | 13 | 10 | 15 | 42 | 50 | −8   |                                                                  |

### Coupe d'Angleterre
Portsmouth élimine Ipswich, Plymouth, Preston, Manchester United, West Brom puis gagne en finale contre Cardiff City sur le score de 0-1,.

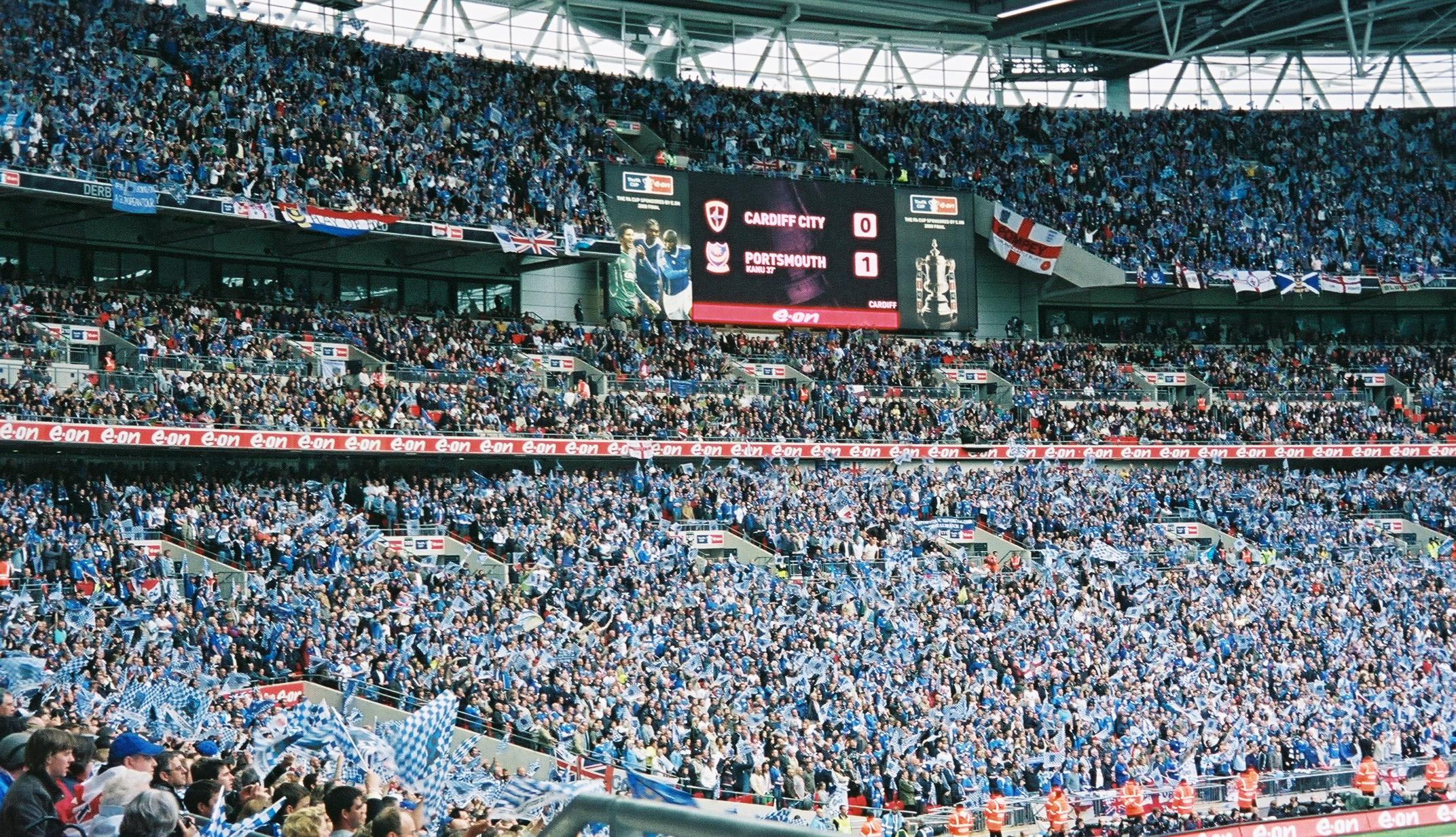
Le tableau d'affichage au coup de sifflet final à Wembley.

Lors des quarts de finale contre Manchester United, Edwin Van der Sar alors dans les buts de United, se blesse et est contraint de laisser la place à Tomasz Kuszczak. Mais Kuszczak obtient le premier carton rouge de sa carrière en Angleterre, en déséquilibrant le joueur de Pompey Milan Baroš, ce qui provoque un pénalty que Rio Ferdinand (alors dans le but, Manchester n'ayant plus de remplacements à effectuer) ne peut arrêter. Cette victoire de Portsmouth empêche Manchester United de réaliser le triplé championnat, ligue des champions et coupe d'Angleterre.
En gagnant en finale à Wembley contre Cardiff grâce à un but de Nwankwo Kanu, Portsmouth remporte sa deuxième coupe d'Angleterre 69 ans après leur dernière victoire en finale de la compétition,. Cette victoire en coupe permet au club de participer à une compétition européenne pour la première fois de son histoire.

### Coupe de la Ligue
Portsmouth bat Leeds et Burnley puis est sorti de la compétition en huitième de finale par Blackburn Rovers.

### Statistiques

#### Bilan de l'équipe
| Compétition       | Débute        | Termine   | Matches joués | Gagnés | Nuls | Perdus | Buts pour | Buts contre | Différence |
| ----------------- | ------------- | --------- | ------------- | ------ | ---- | ------ | --------- | ----------- | ---------- |
| Premier League    | -             | 8e        | 38            | 16     | 9    | 13     | 48        | 40          | +8         |
| FA Cup            | 32e de finale | Vainqueur | 6             | 6      | 0    | 0      | 7         | 1           | +6         |
| Coupe de la Ligue | 2e tour       | 4e tour   | 3             | 2      | 0    | 1      | 5         | 2           | +3         |
| Total             | Total         | Total     | 47            | 24     | 9    | 14     | 60        | 43          | +17        |

#### Affluences à domicile
Affluence du Portsmouth FC à domicile

#### Statistiques des buteurs
|       | Buteur              | Premier League | FA Cup | Coupe de la Ligue | Total | Min  | MJ |
| ----- | ------------------- | -------------- | ------ | ----------------- | ----- | ---- | -- |
| TOTAL | TOTAL               | 48             | 7      | 5                 | 60    | 4230 | 47 |
| 1     | Benjani             | 12             | 0      | 0                 | 12    | 2123 | 27 |
| 2     | Jermain Defoe       | 8              | 0      | 0                 | 8     | 1065 | 12 |
| 3     | Nwankwo Kanu        | 4              | 2      | 1                 | 7     | 1762 | 30 |
| 4     | Sulley Muntari      | 4              | 1      | 0                 | 5     | 2717 | 33 |
| 5     | John Utaka          | 5              | 0      | 0                 | 5     | 2594 | 37 |
| 6     | Niko Kranjčar       | 4              | 1      | 0                 | 5     | 3567 | 42 |
| 7     | Hermann Hreiðarsson | 3              | 0      | 0                 | 3     | 3136 | 39 |
| 8     | David Nugent        | 0              | 1      | 2                 | 3     | 973  | 22 |
| 9     | Noé Pamarot         | 1              | 0      | 2                 | 3     | 1481 | 22 |
| 10    | Lassana Diarra      | 1              | 1      | 0                 | 2     | 1452 | 17 |
| 11    | Matthew Taylor      | 1              | 0      | 0                 | 1     | 578  | 15 |
| 12    | Sean Davis          | 1              | 0      | 0                 | 1     | 1769 | 25 |
| 13    | Glen Johnson        | 1              | 0      | 0                 | 1     | 3196 | 36 |
| 14    | Sol Campbell        | 1              | 0      | 0                 | 1     | 3330 | 37 |

#### Statistiques des passeurs
|       | Passeur             | Premier League | FA Cup | Coupe de la Ligue | Total | Min  | MJ |
| ----- | ------------------- | -------------- | ------ | ----------------- | ----- | ---- | -- |
| TOTAL | TOTAL               | 48             | 7      | 5                 | 48    | 4230 | 47 |
| 1     | John Utaka          | 5              | 1      | 1                 | 7     | 2594 | 37 |
| 2     | Pedro Mendes        | 3              | 1      | 2                 | 6     | 1713 | 24 |
| 3     | Niko Kranjčar       | 5              | 1      | 0                 | 6     | 3567 | 42 |
| 4     | Glen Johnson        | 3              | 1      | 1                 | 5     | 741  | 16 |
| 5     | Milan Baroš         | 2              | 2      | 0                 | 4     | 1762 | 30 |
| 6     | Nwankwo Kanu        | 4              | 0      | 0                 | 4     | 2717 | 33 |
| 7     | Sulley Muntari      | 4              | 0      | 0                 | 4     | 2717 | 33 |
| 8     | Benjani             | 2              | 0      | 0                 | 2     | 2123 | 27 |
| 9     | Papa Bouba Diop     | 2              | 0      | 0                 | 2     | 2575 | 32 |
| 10    | Sylvain Distin      | 2              | 0      | 0                 | 2     | 4003 | 45 |
| 11    | Gary O'Neil         | 0              | 0      | 1                 | 1     | 160  | 3  |
| 12    | Matthew Taylor      | 1              | 0      | 0                 | 1     | 578  | 15 |
| 13    | Jermain Defoe       | 1              | 0      | 0                 | 1     | 1065 | 12 |
| 14    | Sean Davis          | 1              | 0      | 0                 | 1     | 1769 | 25 |
| 15    | Hermann Hreiðarsson | 1              | 0      | 0                 | 1     | 3136 | 39 |
| 16    | Sol Campbell        | 0              | 1      | 0                 | 1     | 3330 | 37 |

## Sponsoring
Depuis 2005, Oki est le sponsor apparaissant sur les maillots de match pour la saison 2007-2008 aux côtés de l'équipementier Canterbury présent lui, seulement depuis 2007.